# چرا مسلمان نیستم
چرا مسلمان نیستم کتابی از ابن وراق نویسنده پاکستانی در نقد اسلام و قرآن است. این کتاب نخستین بار توسط انتشارات پرومته در ایالات متحده آمریکا در ۱۹۹۵ منتشر شد. عنوان این کتاب ادای احترامی به کتاب برتراند راسل، چرا مسیحی نیستم، که راسل در آن به نقد مذهبی که با آن بزرگ‌شده، پرداخته‌است.

## فصل‌ها
- فصل ۱: واقعهٔ رشدی
- فصل ۲: ریشه‌های اسلام
- فصل ۳: اشکالات مربوط به منبع‌ها
- فصل ۴: محمد و پیامش
- فصل ۵: قرآن
- فصل ۶: ماهیت خودکامهٔ اسلام
- فصل ۷: آیا اسلام سازگار با دموکراسی و حقوق بشر است؟
- فصل ۸: امپریالیسم عرب، استعمار اسلامی
- فصل ۹: پیروزی‌های عرب و وضع مردم غیرمسلمان
- فصل ۱۰: مرتد و ارتداد، الحاد و آزاداندیش، عقل و وحی
- فصل ۱۱: علم و فلسفهٔ یونان و تأثیرش بر اسلام
- فصل ۱۲: تصوف و عرفان اسلامی
- فصل ۱۳: المعری
- فصل ۱۴: زن در اسلام
- فصل ۱۵: تابوها: شراب، خوک، همجنس‌گرایی
- فصل ۱۶: ارزشیابی پایانی از حضرت محمد(ص)
- فصل ۱۷: اسلام در غرب

## ترجمه به فارسی
مسعود انصاری، در سال ۲۰۰۰ میلادی، این کتاب را به زبان فارسی، با نام اسلام و مسلمانی  (musulmanes muerte)، برگردانی کرده‌است.

## ویرایش‌ها
- کتاب‌های پرومتئوس (hardcover), ۱۹۹۵، شابک ‎۰−۸۷۹۷۵−۹۸۴−۴
- (French) Age d'homme, (۱۹۹۹), ISBN 2-8251-1259-3
- (Persian), ۲۰۰۰
- کتاب‌های پرومتئوس (paperback), ۲۰۰۳، شابک ‎۱−۵۹۱۰۲−۰۱۱−۵
- (Spanish) Ediciones del Bronce, Barcelona, 2003 ISBN 84-8453-146-5
- (Danish)  Lindhardt og Ringhof , ۲۰۰۴، ISBN 87-595-2065-5